# Fjodor Aleksejevič Golovin
Grof Fjodor Aleksejevič Golovin (rusko Фёдор Алексе́евич Голови́н, ukrajinsko Головін Федір Олексійович), ruski mornariški častnik, * 1650, † 10. avgust 1706, Gluhov (danes Gluhiv), Levobrežna Ukrajina.
Golovin je bil general admiral in vrhovni poveljnik Ruske imperialne mornarice, zadnji bojar Ruskega imperija in feldmaršal. Bil je mogoče najvplivnejši od sodelavcev Petra Velikega do svoje smrti in prvi nosilec najvišjega državnega odlikovanja red svetega Andreja (10. marec 1699).

## Življenjepis
V času regentstva Sofije Aleksejevne, sestre Petra Velikega, je bil poslan na Amur braniti trdnjavo Albazin proti kitajskemu cesarstvu Čing. Leta 1689 je s cesarstvom Čing sklenil Nerčinsko pogodbo, s katero je bil Amur vrnjen Kitajski. V Velikem veleposlaništvu na Zahod Petra Velikega leta 1697 je imel Golovin drugo najvišje mesto, takoj za Francem Jakovljevičem Lefortom. Po Lefortovi smrti leta 1699 ga je nasledil kot feldmaršal. Istega leta je postal prvi ruski grof in prvi, odlikovan z novoustanovljenim odlikovanjem red svetega Andreja. Istočasno mu je bilo zaupano vodenje zunanjih zadev, od leta 1699 do svoje smrti pa je bil tudi ministrski predsednik carja. Kot zunanji minister je dosegel prvi dosežek s sklenitvijo karlovškega miru s Otomanskim cesarstvom. 
Njegova smrt naj bi bila velika izguba za carja, ki naj bi po njegovi smrti zapisal besede "Peter napolnjen z žalostjo".

### Navedki
1. 1 2  Record #1020643900 // Gemeinsame Normdatei — 2012—2016.
2. ↑  Brockhaus Enzyklopädie
3. 1 2 3  Bain 1911.